# 군기처

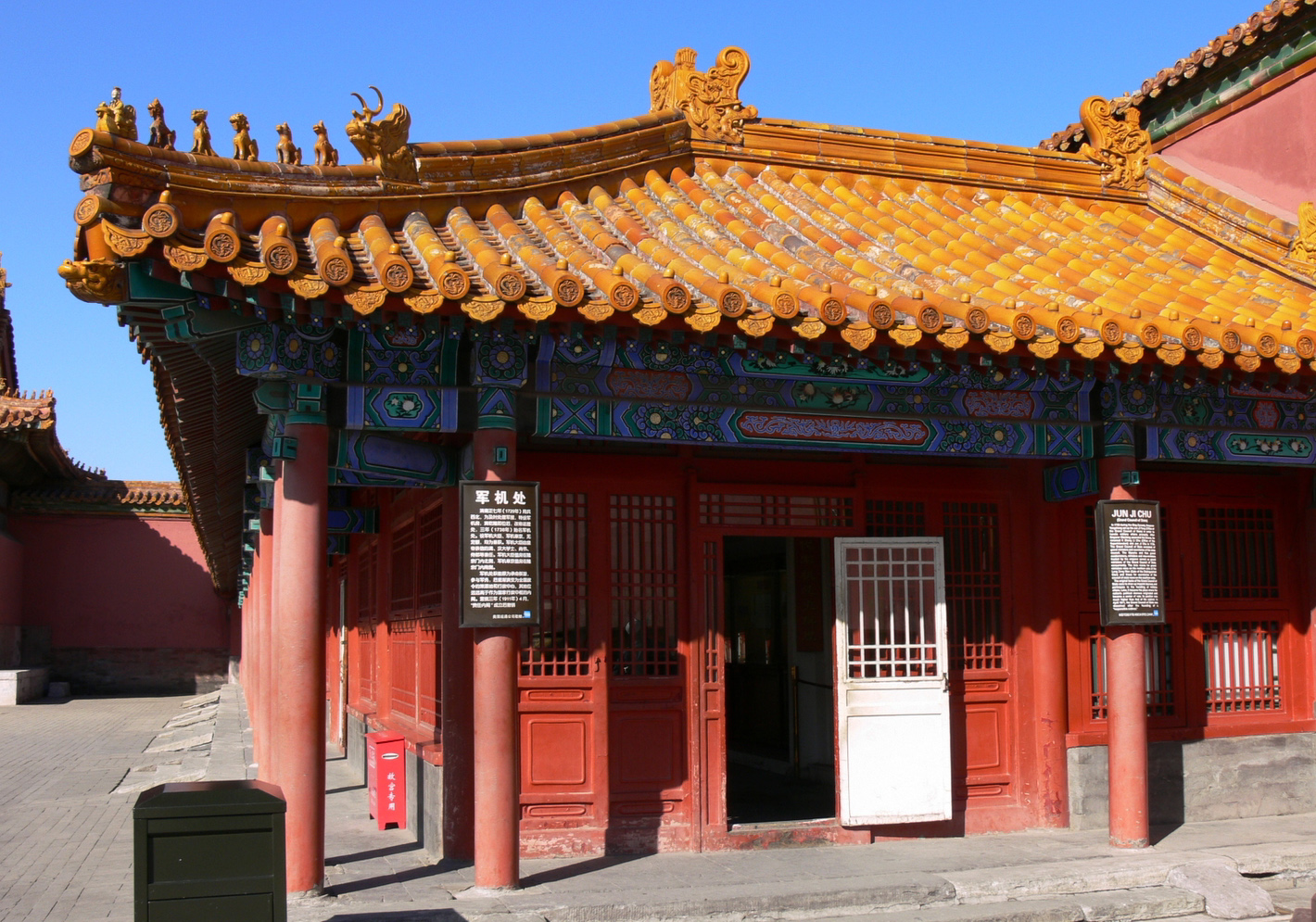
군기처

판리군기사무처(辦理軍機事務處, 만주어: ᠴᠣᡠᡥᠠᡳ
ᠨᠠᠰᡥᡡᠨ  ᡳ
ᠪᠠ 초오하이 나슌 이 바), 줄여서 군기처(軍機處)는 청나라의 최고 정무기관으로 1733년 옹정제에 의하여 설립되었다. 원래 이름은 군수방(軍需房)이다. 그 소속 대신을 군기대신(軍機大臣. 만주어: ᠴᠣᡠᡥᠠᡳ
ᠨᠠᠰᡥᡡᠨ  ᡳ
ᠠᠮᠪᠠᠨ 초오하이 나슌 이 암반)이라고 했다.
1729년 옹정제에 의하여 처음으로 설립되었으며, 본래 중가르족 원정과 관련된 군사 업무들을 임시적으로 황제에게 보고하는 곳이었으나 점차 권한이 확대되어 청나라 후기에는 내각대학사를 제치고 제국의 최고 정무 기관이 되었다. 군기처는 그 중요성에도 불구하고 비공식적인 정책결정기관으로 남아있었으며, 군기대신들은 군기대신의 호칭을 쓰지 않고 자신들이 겸임하고 있는 다른 관직들을 주로 명함에 사용하였다. 설립 초기까지만 하여도 군기대신의 절대다수는 모두 만주족들이었으나 시간이 흐르자 한족 출신 관료들도 점차 군기처에 이름을 올렸다. 군기처의 사무실은 자금성의 건청궁 서쪽 문 바로 바깥에 위치하여 황제에게 상대적으로 매우 가까운 곳에 있었다.
군기처에서는 3~5명의 군기대신이 교대로 근무하며 내외로 중요한 일을 시시각각 황제에게 보고하였다. 군기처의 설립으로 각지의 친왕과 대신들이 모이던 의정왕대신회의(議政王大臣會議)나 강희제 시절 최고 정무기관이었던 남서방(南書房)은 유명무실해졌다. 함풍제 시기에는 군기대신들이 10명으로 늘어나기도 하였으며, 제2차 아편전쟁으로 열하로 몽진한 후 서거한 함풍제는 8세밖에 되지 않은 후계자 동치제를 걱정하여 몽진을 함께한 믿을 만한 군기대신들 8명을 뽑아 '찬양정무대신(贊襄政務大臣)'으로 임명하여 황제를 곁에서 보좌하도록 명했다.
군기처는 이후 청나라 내내 최고 정무기관으로 기능하였으나, 1912년에 신해혁명이 일어나며 청나라의 멸망과 함께 폐지되었다.